# Saddell Abbey

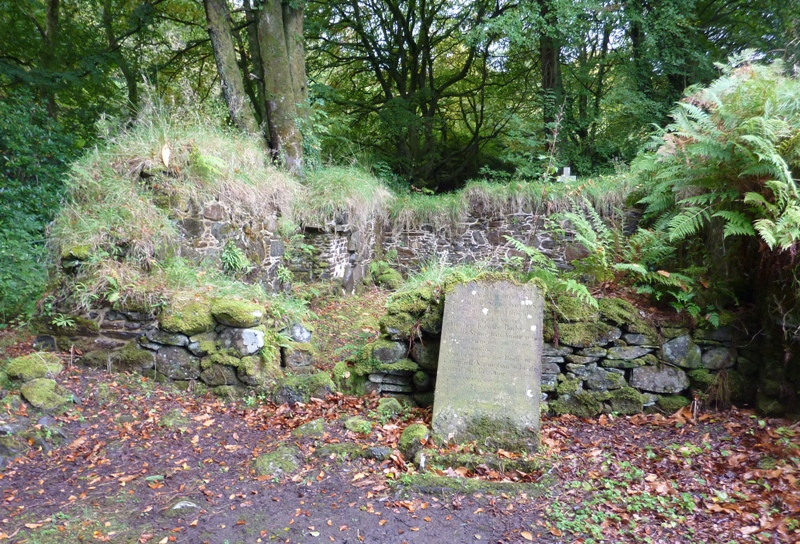
De overblijfselen van het refectorium. De lage muur vooraan dateert van later dan de middeleeuwen.

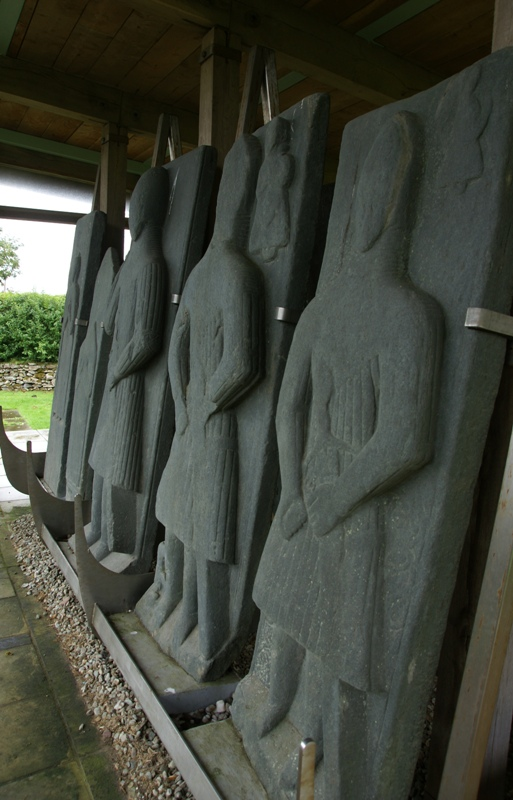
Een aantal grafstenen. De drie gisanten vooraan zijn gemaakt in de stijl van de Iona-school.

Saddell Abbey is (de ruïne van) een twaalfde-eeuwse cisterciënzer abdij, gelegen in Saddell op het schiereiland Kintyre in de Schotse regio Argyll and Bute. Een collectie van typische West Highland-grafstenen is er tentoongesteld.

## Geschiedenis
De datum van de stichting van Saddell Abbey is onzeker. Het vroegste jaar dat wordt genoemd is 1148. Saddell Abbey werd vanuit het Ierse Mellifont Abbey gesticht door Malachy, bisschop van Armagh. Somerled schonk hem het land voor de abdij. De kerk, die bij de abdij hoorde, was gewijd aan de Maagd Maria.
Somerled stierf in Renfrew in 1164. Volgens een traditie binnen de clan Donald zou zijn lichaam zijn begraven in Saddell Abbey; zijn tombe zou dan in de zuidmuur van het koor hebben gestaan.
In dertiende-eeuwse lijsten van de moederabdij van de Cisterciënzers in Citeaux (Frankrijk) wordt een stichtingsdatum van circa 1163 genoemd. In een pauselijke mandaat van 1393 wordt Somerleds zoon Reginald als stichter genoemd.
Somerleds zoon Reginald breidde in ieder geval de landerijen van Saddell Abbey uit. Over de geschiedenis van de abdij is vrijwel niets bekend. De grafstenen die gevonden zijn op het terrein van Saddell Abbey zijn rijk gedecoreerd. Dit wijst op een rijke en belangrijke abdij. De laatste referentie naar een abt van Saddell in overgeleverde documenten stamt uit 1470.
In 1493 werd de macht van clan Donald gebroken door de Schotse koning. Dit had een weerslag op het belang van de abdij en leidde tot het uiteindelijke verval van de abdij. In 1507 werd Saddell Abbey met alle landerijen bij koninklijk besluit van Jacobus IV toegewezen aan het bisdom van Argyll en werd de baronie van Saddell gesticht. Hierbij werd bisschop David Hamilton, een natuurlijke zoon van Jacobus IV, toegestaan een kasteel te bouwen bij Saddell. Dit Saddell Castle kwam gereed in 1510. In 1512 stuurde Jacobus IV een brief naar de paus met het voorstel om de bisschopszetel van Argyll te verplaatsen van Lismore naar Saddell Abbey en daar een kathedraal te bouwen. Een kardinaal had echter in 1507 een brief aan de paus gestuurd waarin werd gemeld dat Saddell Abbey enkel nog bediend werd door leken en dat er al lang geen monniken meer woonden. Met de dood van Jacobus IV in de Slag bij Flodden Field stopten de onderhandelingen om de bisschopszetel te verplaatsen.

## Bouw

### Abdij
Van het kloostercomplex van Saddell Abbey zijn slechts een paar muren overgebleven. Van de oost-westelijk georiënteerde kerk staat nog een deel van het twaalfde-eeuwse koor overeind alsmede een deel van het noordelijk transept uit de dertiende eeuw en een muur die als afscheiding diende tussen het schip en het koor. Ten zuiden van de resten van het kerkgebouw is een deel van het twaalfde-eeuwse refectorium overgebleven. Dit was een ruimte die zich halverwege de zuidelijke vleugel van het kloostercomplex bevond. De noordzijde van het gehele kloostercomplex werd gevormd door het schip van de kerk. Het refectorium heeft aan de oostzijde een muur die opgetrokken is in een latere periode dan de middeleeuwen. Ook het koor heeft aan de westzijde en gedeeltelijk aan de oostzijde een muur van latere datum.

### Grafstenen
Bij de abdijruïne zijn een twaalf middeleeuwse grafstenen en gisanten tentoongesteld uit de veertiende tot de zestiende eeuw. Zes van de werken zijn van de zogenaamde Kintyre-school van beeldhouwers, die hoogstwaarschijnlijk in Saddell Abbey gevestigd waren. Gebruikelijke afbeeldingen van deze school waren zwaarden en galeien, vergezeld door scènes van otters jagend op zalm en herten bejaagd door honden. De vier grootste gisanten zijn gemaakt in de stijl van de Iona-school.

## Beheer
Saddell Abbey wordt beheerd door de Saddell Abbey Trust.